# 4 cuccioli da salvare
4 cuccioli da salvare (Benji the Hunted) è film del 1987 diretto da Joe Camp.
È il quarto ed ultimo film di una serie della Disney, con protagonista sempre il cane Beniamino (Benji).

## Trama
Benji, un simpatico cane meticcio, si salva nuotando da una violenta tempesta in mare e arriva in una foresta. Dopo alcuni giorni incontra una femmina di puma, ma assiste impotente all'uccisione del puma da parte di un cacciatore; cercando nella foresta, trova i quattro cuccioli della femmina. Sapendo che la loro madre non potrà più prendersi cura di loro, Benji prende i piccoli sotto la sua protezione. Per sfamarli, Benji ruba un fagiano morto ad un cacciatore (che, a insaputa del cane, è lo stesso cacciatore che uccise la madre dei piccoli); il giorno seguente il cagnolino è catturato dall'uomo che intende guadagnare una ricompensa riconsegnandolo al suo padrone, ma riesce poi a fuggire con un altro fagiano, tornando dai cuccioli. Li salva da varie situazioni e dagli attacchi di un lupo. Un inseguimento tra un orso e il lupo salva Benji in un'occasione; tempo dopo il cane trova il lupo che minaccia i piccoli e lo attacca; dopo un lungo combattimento col lupo, Benji si fa inseguire da questo fino al bordo di un dirupo, dove il lupo precipita. Uno dei cuccioli finisce catturato da un'aquila che Benji fa fuggire. Alla fine Benji riesce a far adottare i tre cuccioli superstiti da un'altra femmina di puma, che ha a sua volta dei piccoli. Così l'"eroe" canino può finalmente tornare a casa, recuperato da un elicottero comandato dal suo padrone (che lo aveva cercato per tutto il film).

## Riprese
Il film è stato girato ad Astoria in Oregon.

## Distribuzione nei cinema
Uscito nei cinema americani il 5 giugno 1987, il film è stato distribuito nei cinema italiani il 30 marzo 1988.

## Edizione home video
In Italia, il film è stato distribuito in VHS dalla Walt Disney Home Video in novembre 1988.